# Muraltia lignosa
Muraltia lignosa är en jungfrulinsväxtart som beskrevs av Margaret Rutherford Bryan Levyns. Muraltia lignosa ingår i släktet Muraltia och familjen jungfrulinsväxter. Inga underarter finns listade i Catalogue of Life.